# John Duncan
John Duncan, all'anagrafe John Craig Duncan (Wichita, 17 giugno 1953), è un artista e musicista statunitense.
Ha vissuto e lavorato a Los Angeles, Tokyo e Amsterdam; attualmente vive e lavora a Bologna. La sua opera comprende performance, installazioni, musica, videoarte e film sperimentali, ed è spesso accompagnata dall'uso prolungato di suoni campionati. La sua musica è composta principalmente da registrazioni da radio a onde corte, field recording e voce. Le sue performance e installazioni sono una forma di ricerca esistenziale.

## Biografia

### Primi anni
Duncan è nato a Wichita in Kansas da genitori di origini scozzesi. È cresciuto con una rigida educazione calvinista dove autosufficienza, duro lavoro e soppressione della sofferenza emotiva erano considerate virtù..
Durante la sua adolescenza ha studiato la figura classica di disegno e pittura, insieme alla psicologia e alla fisica della luce. Il suo primo approccio con la musica sperimentale è stato con l'album di Jacques Lasry Chronophagie, scoperto negli archivi di musica della biblioteca pubblica di Wichita. Nel 1971 ha chiesto e ottenuto lo stato di obiettore di coscienza. A 19 anni è andato a Los Angeles per frequentare CalArts, dove ha studiato sotto Allan Kaprow.

### Los Angeles
A metà degli anni Settanta, i suoi show di Los Angeles sono influenzati dal Teatro Povero di Jerzy Grotowski, così come dall'esposizione catartica di esperienze personali vista nel lavoro dell'artista azionista viennese Rudolf Schwarzkogler che divenne ben presto arte femminista.
Molte delle sue prime performance si sono svolte in privato o di fronte a un piccolo numero di spettatori. Scare era un incoraggiamento a esaminare gli effetti fisici della paura. Duncan ha indossato un travestimento e ha sparato un colpo di pistola caricata a salve verso due partecipanti precedentemente selezionati, Tom Recchion e Paul McCarthy, scelti "perché erano amici intimi ai quali non ci si aspetterebbe che accada qualcosa di simile, e che sarebbero stati in grado di apprezzare la performance come volevo". 
Con Bus Ride stimola sessualmente i passeggeri ignari su un autobus urbano tramite un liquido versato nel sistema di ventilazione, al fine di osservarne i risultati.
In Blind Date, effettua atti di necrofilia con un cadavere di sesso femminile a seguito di una vasectomia. Questa performance è stata realizzata sia in privato, sia in pubblico come un evento solo audio in un magazzino buio, una dimostrazione di come gli uomini sono condizionati a trasformare la sofferenza emotiva in rabbia.
Una performance senza titolo si è tenuta in privato nello studio di McCarthy, dove Duncan ha ripreso delle azioni con un video che McCarthy ha immediatamente cancellato.
Altre performance sono state presentate in radio, in parti separate poiché troppo lunghe per riprodurle in un unico contesto.
No è stata la prima esecuzione pubblica di Duncan di un esercizio reichiano (più tardi noto come analisi bioenergetica) trasmesso in diretta su Close Radio. Happy Homes, la sua ultima performance prima di lasciare Los Angeles, era un centralino telefonico del terapista radiofonico Dr. Toni Grant, trasmesso in diretta in tutti gli Stati Uniti sulla rete radio ABC. Duncan descrisse diversi casi di abusi sessuali su bambini a cui aveva personalmente assistito come conducente di autobus della città di Los Angeles.
I suoi primi film sono stati girati in Super-8, in silenzio o con audio separato, intesi sia come funzione stand-alone sia come elementi utilizzati negli spettacoli dal vivo. La performance For Women Only è incentrata su un film destinato a stimolare eroticamente un pubblico di sole donne, che sono state poi invitati ad entrare in una stanza sul retro e abusare sessualmente di Duncan. The Secret Film è stato proiettato individualmente per otto spettatori prima che il film stesso e la stanza dove è stato mostrato vennero distrutti dal fuoco.
Insieme a McCarthy ha co-prodotto Close Radio, una serie settimanale di trasmissioni radiofoniche in diretta su KPFK. L'archivio Close Radio è stato donato al Getty Center nel 2007.
Nel 1978 divenne associato della Los Angeles Free Music Society, lavorando su collaborazioni con Tom Recchion, Fredrik Nilsen e Joe Potts. I suoi primi esperimenti audio sono stati registrati in questo momento, compresi i lavori con Michael LeDonne-Bhennet, McCarthy, Recchion e Nilsen. Il suo primo LP da solista Organic è stato pubblicato nel 1979. Le sue prime registrazioni di radio a onde corte sono state pubblicate nel 1982 e l'EP Creed comprendeva anche la trasmissione completa di Happy Homes.

### Tokyo
Duncan ha lasciato gli Stati Uniti per recarsi a Tokyo nel 1982, dove ha continuato il suo lavoro e le sue performance, e ampliato i suoi esperimenti con le registrazioni ad onde corte e i film. A livello musicale, in questo periodo ha prodotto diversi lavori, tra cui Kokka (Inno Nazionale) con Cosey Fanni Tutti e Chris Carter, l'LP solista Riot e Dark Market Broadcast, realizzando collaborazioni con alcuni musicisti noise giapponesi, tra cui Masami Akita, Keiji Haino e Hijōkaidan. Le sue registrazioni e i concerti dal vivo di questo periodo lo affermano come uno dei pionieri del noise giapponese, il primo non-giapponese a lavorare nel genere in Giappone.
Fu qui che iniziò a limitare deliberatamente le mostre delle sue opere di arti visive, al di fuori delle gallerie d'arte affermati e istituzionali. Le sue performance incentrate su esercizi di respiro reichiani vennero condotte in pubblico, tra cui Cast eseguita sul pavimento del bagno delle donne alla seconda conferenza annuale della stampa alternativa a Tokyo nel 1986. Ha prodotto una serie di collage di immagini tratte dai bagni pubblici degli uomini, The Toilet Exhibition, combinando immagini catastrofiche di guerre mondiali con la pornografia commerciale per sottolineare i collegamenti tra di loro, in stanze private frequentate da uomini provenienti da uffici governativi (Kokkai-gijidomae), dalle banche (Hibia) e dall'industria della moda (Shibuya), come momenti di contemplazione distratta.
A metà degli anni ottanta ha iniziato le trasmissioni radiofoniche e televisive pirata con trasmettitori portatili costruiti da Duncan stesso, operando illegalmente sui tetti del centro di Tokyo e in un ospedale dell'esercito americano abbandonato vicino a Sagamihara, così come le trasmissioni periodiche effettuate dalla propria casa. Radio Code erano trasmissioni caratterizzate da live dei musicisti Keiji Haino e Butoh e Hisako Horikawa, che sono state anche trasmesse in tutta Tokyo su altre stazioni radio pirata, in particolare Radio Homerun a Shimokitazawa. TVC-1 erano trasmissioni televisive lanciate dai tetti del centro di Tokyo, sulla frequenza assegnata al NHK1 dopo che la stazione aveva concluso la sua giornata di trasmissione, limitate a 12 minuti, al fine di evitare il rintracciamento della polizia di Tokyo.
I suoi film e video realizzati in Super-8 erano Trigger con una colonna sonora da lui realizzata, Brutal Birthday con la colonna sonora dal vivo eseguita dal gruppo di Duncan C.V. Massage, e un film di supporto per la performance Move Forward che includeva immagini di pornografia hard e disegni tecnici animati di strategie di attacco nucleare.
Ha anche diretto una serie di video commerciali per adulti per la Kuki Inc. sotto il nome di John See, per i quali ha scritto anche le sceneggiature, curato le colonne sonore e occasionalmente recitato in ruoli secondari. Diverse riedizioni dei video di John See sono stati trasmessi su TVC-1, inoltre appaiono nella video-installazione del 2003 See.

### Amsterdam
Nel 1988 Duncan si trasferì ad Amsterdam, dove il suo lavoro è diventato più introspettivo, soprattutto dopo un soggiorno di un mese in un monastero buddista nel Chiang Mai, Thailandia nel 1993.
La performance Kick era una serie di esercizi reichiani condotta dal vivo in tutta Europa, dal 1989 ad Ars Electronica a Linz, in Austria, fino al 1993. L'evento finale si è svolto sull'altare della Parochiale Kirche di Berlino, con la conclusione di un concerto solista dal vivo.
La sua installazione audio Stress Chamber si compone di tre motori indipendenti che fanno vibrare le pareti di un container come fosse la sua cassa di risonanza, telecomandato dall'esterno. I partecipanti entrano uno alla volta, nudi, e vengono chiusi all'interno, permettendo alle vibrazioni di muoversi a caso intorno e attraverso il corpo del partecipante. Stress Chamber è stato premiato ad Amsterdam al Absolute Threshold Machine Festival, tenutoso ad Amsterdam nel 1993. Inizialmente gli organizzatori del festival hanno minacciato di interrompere il lavoro a causa delle vibrazioni della zona circostante per un raggio di 90 metri, preoccupato che potesse diventare uno strumento di tortura. Infine, la performance è stata concessa, e l'evento ha avuto un costante afflusso di persone tanto da formare una coda per più ore del previsto dopo la chiusura del festival..
Nel 1988 e nel 1989 molti dei suoi film sono stati trasmessi su Rabotnik TV, come Anthem, un esercizio reichiano eseguito per le telecamere di Rabotnik in un edificio abbandonato utilizzato da eroinomani. I suono in esterni di Anthem sono stati registrati da Andrew M. McKenzie.
Tra il 1990 e il 1993, le trasmissioni Radio Codehanno continuato a essere mandate in onda in FM su radio pirata come Radio 100 e Radio Patapoe.
La performance Maze nel giugno del 1995 ha coinvolto un gruppo di sette partecipanti volontari, tra cui Duncan e un bambino neonato, chiusi durante la notte nudi e ciechi in una cantina di Amsterdam, al fine di sperimentare direttamente il funzionamento della mente in una situazione di deprivazione sensoriale inaspettata. L'evento si è concluso quando alcuni partecipanti hanno aperto la porta di uscita con le unghie. Il bambino infante ha dormito lungo l'intera performance. Un video creato da immagini a infrarossi scattate durante l'evento è stato proiettato nello stesso anno al Contained di Linz, in Austria.
I CD musicali prodotti in questo periodo comprendono Contact con Andrew M. McKenzie, Send con brani di McKenzie e Zbigniew Karkowski e The Crackling, composto da Max Springer nel 1996 da registrazioni sul campo effettuate da Duncan allo Stanford Linear Accelerator Center. Un articolo del 1997 di Rob Young circa The Crackling sosteneva che questa registrazione ha reso il centro di ricerca di Stanford forse il più grande strumento musicale mai creato.

### Scrutto di San Leonardo
Nel 1996 ha incontrato Giuliana Stefani, conosciuta mentre posava come modella per le foto del progetto Icons. La sua formazione accademica in matematica, il lavoro nella fotografia e nella pratica della meditazione crea rapidamente un forte legame tra di loro. Nell'autunno del 1996 lasciano definitivamente Amsterdam e collocano uno studio a Scrutto di San Leonardo, un villaggio di meno di 100 abitanti nel Friuli-Venezia Giulia, al confine con la Slovenia. Qui si sposano nel 1998. Le loro collaborazioni includono Charge Field e Palace of Mind. Nel 2005 hanno deciso di comune accordo di separarsi.
I lavori di questo periodo includono l'installazione audio esterna The Keening Towers (2003) per il 2° Gothenburg Biennial composta da voci di bambini, registrate ininterrottamente per 90 giorni con altoparlanti sospesi a 25 metri sopra l'ingresso al Museo d'Arte di Göteborg, come così come lo spettacolo Voice Contact (1998-2000) dove i partecipanti entrano soli, nudi e ciechi in una stanza vuota insieme a Duncan, anch'egli nudo e cieco, che risponde in modo univoco a ciascuno secondo i loro movimenti all'interno dello spazio. Il primo evento di Voice Contact  si è tenuto in una suite modificata al Lydmar Hotel 5 stelle di Stoccolma nel 1998.
I video di questo periodo comprendono The North Is Protected, basato sul testo omonimo scritto da Leif Elggren.
Il lavoro di Duncan con la radio ha proseguito e si è ampliato. Trasmissioni come Cross Radio erano programmi di musica sperimentale dal vivo di tre ore prodotte da Duncan, in onda settimanalmente dalle 23:00 alle 02:00 su Radio Onde Furlane di Udine, trasmesso anche su Resonance FM a Londra, Radio Autonoma a Madrid, Radio Kinesonus a Tokyo e WPS1 a New York. Dopo Radio Onde Furlane, lo show continuava fino alle 05:30.
Versioni audio di questo periodo comprendono Crucible, Tap Internal, Palace of Mind, Nav con Francisco López, Fresh con Zeitkratzer, Phantom Broadcast, Infrasound Tidal da fonti di Densil Cabrera, Tongue con Elliott Sharp, Presence con Edvard Graham Lewis e Da Sich Die Machtgier... con fonti di Asmus Tietchens.

### Bologna
Duncan si è trasferito a Bologna nel 2005, con l'apertura di uno studio vicino a Porta San Vitale.
Il suo primo progetto qui è stato la produzione di The Error, un libro di 50 pagine con copertina rigida formato 40x60 cm. di suoi scritti e fotografie, stampato con una tiratura di 10 copie. The Error è stato incluso insieme ad una versione video in DVD del lavoro in dialogo 1 presso la Galleria Enrico Fornello di Prato, in una mostra curata nel 2006 da Simone Menegoi. Copie di The Error sono nelle collezioni di Niklas Belenius, Leif Elggren, Piergiorgio Fornello, Paul McCarthy, Giuliana Stefani e François Kaeser, che ne ha sponsorizzato la produzione.
Nel 2006 ha inciso Our Telluric Conversation con Carl Michael von Hausswolff e Nine Suggestions con i membri dei Pan Sonic Mika Vainio e Ilpo Väisänen. La registrazione audio The Garden con Valerio Tricoli è stata inclusa nella edizione 2006 di Eco e Narciso tenutasi presso il IPCA Ecomuseo, in provincia di Torino, un complesso industriale abbandonato dove un tempo con metodi di produzione sbagliati si è direttamente causata la morte di diverse migliaia di lavoratori e centinaia di residenti della zona circostanti Un DVD del video The Garden sulla base del montaggio e del colpo al sito IPCA è stato prodotto nel 2007.
Nel gennaio 2007 Duncan esegue Something Like Seeing in the Dark con Elggren, in anteprima al Palazzo Re Enzo di Bologna per l'edizione del 2007 del festival Netmage. Nel mese di agosto, la sua installazione audio The Tolling fu realizzata presso la Smepp: Società Mezzi Portuali nei cantieri di Piombino per Piombino eXperimenta 3.
Nel mese di settembre, Duncan cura la mostra Cross Lake Atlantic, che comprende di grandi dimensioni di Scott Arford, Gary Jo Gardenhire, Kim Gordon e Jutta Koether, Brandon LaBelle, Teresa Margolles e Fredrik Nilsen presso la Galleria Enrico Fornello di Prato. Nel mese di ottobre, tre pezzi da The Plasma Missives, con testi scritti con il sangue di Duncan, e tre pezzi della sua serie Distractions, con il suo sangue utilizzato come vernice, sono stati esposti insieme ai lavori di Elggren alla Galleria Niklas Belenius di Stoccolma.
Nel 2008 comincia a insegnare Audio Art presso l'Accademia di belle arti di Bologna.

### Lavori recenti
Nel 2007 ha iniziato a vivere e a lavorare con la danzatrice-coreografa Melissa Pasut. Il 20 e 21 giugno 2008 la Pasut ha debuttato con la danza Purging a Ottomax a Roma con una colonna sonora di Duncan.
Nel febbraio 2008, l'installazione audio di Duncan The Gauntlet si è tenuta presso Färgfabriken a Stoccolma: una serie di allarmi antifurto con sensori a infrarossi, attivata a intervalli di dieci minuti e innescata a caso da chi si muove alla cieca attraverso la sala buia.
Nel giugno 2008 l'Ensemble Phoenix esegue con strumenti acustici un'interpretazione di Phantom Broadcast, diretto da Duncan, in concerti live che si terranno a Gare du Nord di Basilea e Dampfzentrale a Berna. Il concerto Dampfzentrale è stato registrato per una trasmissione svizzera su DRS2.
Nel maggio 2009 l'Ensemble Phoenix ha eseguito un'interpretazione modificata di Phantom Broadcast in un concerto dal vivo di nuovo diretta da Duncan, tenutosi al Teatro San Leonardo di Bologna per il festival AngelicA. Nel mese di giugno, Duncan e Pasut hanno eseguito una prima versione del loro duetto di danza An Open Area Inside the Mountain al Teatro Dimora di Mondaino. 24 ore più tardi, lui e C.M. von Hausswolff eseguivano Nocturnal Denizens in un concerto per il Cut & Splice festival promosso dalla BBC presso il Music Hall di Wilton, a Londra.

## Discografia
- 2011 - There Must Be A Way Across This River / The Abject LP w/ Michael Esposito and Z'EV released by Fragment Factory, DE
- 2009 - John Duncan Live - Brussels CDr released in limited edition by Allquestions, IT
- 2009 - The Nazca Transmissions LP released by Alga Marghen, IT
- 2007 - Untitled CD released by Die Stadt, DE
- 2006 - Our Telluric Conversation CD w/C.M. von Hausswolff released by 23Five, USA
- 2006 - The Garden CD w/V. Tricoli released by Eco e Narciso, IT
- 2006 - John Duncan: Work 1975-2005 Monograph w/CD published by Errant Bodies Press, DK
- 2006 - John Duncan: First Recordings 1978-1985 3xLP and DVD released by Vinyl on Demand, DE
- 2006 - The Keening Towers (excerpt) 2xCD released by Institute of Contemporary Art, USA
- 2005 - Conservatory CD w/P. Parisi released by Allquestions, IT
- 2005 - Nine Suggestions CD w/M. Vainio and I. Vaisanen released by Allquestions, IT
- 2004 - Presence CD w/E.G. Lewis released by Allquestions, IT
- 2004 - Tongue CD w/Elliott Sharp released by Allquestions, IT
- 2003 - Phantom Broadcast CD released by Allquestions, IT
- 2003 - Infrasound-Tidal CD released by Allquestions, IT
- 2003 - The Keening Towers CD released by Allquestions, IT
- 2003 - Stun Shelter CD released by Galleria Nicola Fornello, IT
- 2003 - The Gossamer Dispatch EP released by Die Stadt, DE
- 2003 - Da Sich Die Machtgier... CD released by Die Stadt, DE
- 2003 - The Scattering CD w/Peter Fleur released by edition..., USA
- 2002 - Fresh CD w/zeitkratzer released by Allquestions, IT
- 2001 - Palace of Mind CD w/G. Stefani released by Allquestions, IT
- 2001 - Nav 2xCD w/Francisco López released by Allquestions, IT
- 2000 - Tap Internal CD released by Touch, UK
- 1998 - Seek CD released by Staalplaat, NL
- 1998 - The Elgaland/Vargaland National Anthem EP w/Z. Karkowsky released by Die Stadt, DE
- 1998 - Crucible CD released by Die Stadt, DE
- 1997 - Split Second track on 5xCD Tulpas released by Selektion, DE
- 1997 - The John See Soundtracks CD released by RRRecords, USA
- 1996 - The Crackling CD released by trente oiseaux, DE
- 1996 - Home: Unspeakable CD w/ B. Guenter released by trente oiseaux, DE
- 1996 - Change track on CD The Mind of a Missile released by Heel Stone, DE
- 1996 - Charge Field track w/G. Stefani on 2xCD Antiphony released by Touch, UK
- 1996 - Hymn track on 3xCD State of the Union released by Atavistic, USA
- 1996 - Trinity track on 2xCD A Fault In the Nothing released by Touch, UK
- 1996 - The Ruud E. Memorial Choir / Psychonaut EP released by Robot Records, USA
- 1995 - Incoming CD released by Streamline, DE
- 1994 - The John See Soundtracks LP released by RRRecords, USA
- 1994 - Send CD released by Touch, UK
- 1994 - River In Flames / Klaar 2xCD released by Staalplaat, NL
- 1993 - Chapel Perilous and Kick tracks on Anckarström Live CD released by Staalplaat, NL
- 1991 - KLAAR CD by Extreme, Australia
- 1990 - Dark Market Broadcast CD released by Staalplaat, NL
- 1990 - Mirror Pulse Cassette released by Extreme, Australia
- 1990 - Riot / Brutal Birthday Soundtrack CD released by Dark Vinyl, DE
- 1990 - Contact CD w/A.M. McKenzie released by Touch, UK
- 1988-89 - Radio Code Cassette released by AQM, NL
- 1986 - Phantom Track on Video=Aleph Video Cassette released by Kakuseikobo, JP
- 1985 - Dark Market Broadcast Cassette released by Cause & Effect, USA
- 1985 - Purge track on 4x cassette Journey Into Pain released by Beast 666, JP
- 1985 - Riposte Track on Morality cassette released by Broken Flag, UK
- 1985 - Probe Track on Assemblée Generale 4 cassette released by PPP, Paris
- 1984 - Riot LP released by AQM, Tokyo
- 1984 - Pleasure-Escape Cassette/book released by B-Sellers, Tokyo
- 1983 - Kokka EP released by AQM, Tokyo
- 1980 - Creed EP released by AQM, Los Angeles
- 1979 - Organic LP released by AQM, Los Angeles
- 1978 - No Cassette released by AQM, Los Angeles
- 1978 - Station Event Cassette w/M. della Donne-Bhennet and T. Recchion released by AQM, Los Angeles
- 1978 - Two Solos Cassette released by AQM, Los Angeles